# 孔卡德达尔特
孔卡德达尔特，是西班牙加泰罗尼亚莱里达省的一个市镇。 总面积166平方公里，总人口424人（2001年），人口密度3人/平方公里。